# Девочка и лисёнок
«Девочка и лисёнок» (фр. Le Renard et l'enfant) — фильм режиссёра Люка Жаке 2007 года.

## Сюжет
10-летняя девочка живёт в фермерском домике, затерянном в просторах прекрасных гор Восточной Франции. Как-то осенью, возвращаясь из школы, на опушке леса она видит охотящуюся молодую лису. Естественно, лисёнок убегает. Встреча взволновала eё, и она мечтает вновь увидеть лисёнка.
Следующие месяцы она постоянно гуляет вблизи этого места в надежде встретить лисичку. Наступает зима. По следам на снегу девочка следует за лисёнком, но не находит его. Вместо этого она пугается волков, срывается в овраг и повреждает ногу.
На зиму её оставляют дома. Родители покупают ей книгу о лисах, и она внимательно изучает её. Тем временем наступает весна и лисёнок, который оказался самкой, обзаводится семьёй.
Когда снег стаял, девочка продолжает искать лисичку. Она знает, как находить их норы.
Лисичка и девочка подружились и все лето были неразлучны. Несколько раз девочка спасала Титу (так она назвала лисенка). Однажды лиса пришла к её дому, девочка проводила её в свою комнату на втором этаже. У лисы в закрытом помещении началась паника, и в итоге она выпрыгнула в окно. Девочка принесла её без сознания к норе. Лиса выжила, но их дружба угасла.
Любовь и владение не одно и то же.

## В ролях
| Актёр                | Роль              |
| -------------------- | ----------------- |
| Бертилль Ноэль-Брюно | девочка           |
| Томас Лалиберте      | мальчик, сын Лулу |
| Изабель Карре        | взрослая          |